# Daryl Kramp
Pour les articles homonymes, voir Kramp.
Daryl Kramp, né le 14 juin 1947 à Kirkland Lake (Ontario) et mort le 8 février 2024, est un homme politique canadien, membre du Parti conservateur.

## Biographie
Daryl Kramp est député à la Chambre des communes du Canada, représentant la circonscription ontarienne de Prince Edward—Hastings de 2004 à 2015 sous la bannière du Parti conservateur du Canada. Kramp est un ancien enquêteur de la Police provinciale de l'Ontario.
Kramp est candidat défait lors de deux élections fédérales avant sa victoire en 2004. Dans l'élection de 1997, il était candidat progressiste-conservateur dans la circonscription de Hastings—Frontenac—Lennox and Addington, terminant deuxième derrière le libéral Larry McCormick. Il se présente de nouveau dans cette circonscription pour l'élection de 2000, terminant cette fois troisième derrière McCormick et le candidat allianciste Sean McAdam.
À la suite de la fusion de l'Alliance canadienne avec le Parti progressiste-conservateur en 2003, Daryl Kramp se joint au nouveau Parti conservateur du Canada qui en est le produit et se présente sous cette bannière dans Prince Edward—Hastings en 2004, remportant la victoire par une mince marge sur le libéral Bruce Knutson. Le comté avait précédemment été représenté par le ministre libéral Lyle Vanclief, qui ne s'est pas représenté lors de cette élection. Kramp est réélu en 2006 par une marge beaucoup plus grande.
Daryl Kramp s'identifie comme un Red Tory. Il vote généralement pour les positions de son parti.
Lors des élections générales de 2015, il est défait par Mike Bossio du Parti libéral du Canada, dans la nouvelle circonscription de Hastings—Lennox and Addington.

### Famille
Daryl Kramp est le père de la femme politique Shelby Kramp-Neuman.